# Ristananna Tracey
Ristananna Tracey (ur. 9 maja 1992) – jamajska lekkoatletka, specjalizująca się w biegach płotkarskich i sprinterskich.
Na początku kariery biegała także na dystansach średniodystansowych. Jako juniorka startowała przeważnie w biegu na 800 metrów, na którym zdobyła dwa srebrne medale CARIFTA Games. Finalistka mistrzostw świata juniorów młodszych z 2009 roku. W 2010 zdobyła dwa złote medale (bieg na 400 metrów przez płotki i sztafeta 4 × 400 metrów) podczas mistrzostw Ameryki Środkowej i Karaibów juniorów w Santo Domingo. Bez powodzenia startowała na mistrzostwach świata juniorów w kanadyjskim Moncton.
W 2011 dotarła do półfinału biegu na 400 metrów przez płotki podczas mistrzostw świata w Daegu. Piąta zawodniczka igrzysk olimpijskich w Rio de Janeiro (2016). Rok później zdobyła brązowy medal podczas IAAF World Relays w sztafecie mieszanej 4 × 400 metrów.
W 2017 zdobyła brązowy medal mistrzostw świata w Londynie (2017).
Medalistka mistrzostw Jamajki.

## Osiągnięcia
| Rok  | Impreza                                     | Miejsce        | Konkurencja                        | Lokata     | Wynik   |
| ---- | ------------------------------------------- | -------------- | ---------------------------------- | ---------- | ------- |
| 2008 | CARIFTA Games                               | Basseterre     | bieg na 800 metrów                 | 2. miejsce | 2:13,77 |
| 2009 | CARIFTA Games                               | Vieux Fort     | bieg na 800 metrów                 | 2. miejsce | 2:10,08 |
| 2009 | Mistrzostwa świata juniorów młodszych       | Bressanone     | bieg na 400 metrów przez płotki    | 8. miejsce | 1:02,90 |
| 2009 | Mistrzostwa świata juniorów młodszych       | Bressanone     | sztafeta szwedzka                  | 5. miejsce | 2:09,79 |
| 2010 | CARIFTA Games                               | George Town    | bieg na 400 metrów przez płotki    | 1. miejsce | 58,58   |
| 2010 | CARIFTA Games                               | George Town    | sztafeta 4 × 400 metrów            | 1. miejsce | 3:37,15 |
| 2010 | Mistrzostwa Ameryki Śr. i Karaibów juniorów | Santo Domingo  | bieg na 400 metrów przez płotki    | 1. miejsce | 58,59   |
| 2010 | Mistrzostwa Ameryki Śr. i Karaibów juniorów | Santo Domingo  | sztafeta 4 × 400 metrów            | 1. miejsce | 3:34,41 |
| 2010 | Mistrzostwa świata juniorów                 | Moncton        | bieg na 400 metrów przez płotki    | półfinał   | 57,77   |
| 2011 | Mistrzostwa świata                          | Daegu          | bieg na 400 metrów przez płotki    | półfinał   | 55,55   |
| 2013 | Mistrzostwa świata                          | Moskwa         | bieg na 400 metrów przez płotki    | półfinał   | 55,43   |
| 2015 | Igrzyska panamerykańskie                    | Toronto        | bieg na 400 metrów przez płotki    | eliminacje | 58,62   |
| 2015 | Mistrzostwa świata                          | Pekin          | bieg na 400 metrów przez płotki    | eliminacje | 57,60   |
| 2016 | Igrzyska olimpijskie                        | Rio de Janeiro | bieg na 400 metrów przez płotki    | 5. miejsce | 54,15   |
| 2017 | IAAF World Relays                           | Nassau         | sztafeta 4 × 400 metrów (mieszana) | 3. miejsce | 3:20,26 |
| 2017 | Mistrzostwa świata                          | Londyn         | bieg na 400 metrów przez płotki    | 3. miejsce | 53,74   |

## Rekordy życiowe
- Bieg na 200 metrów – 23,63 (2011)
- Bieg na 400 metrów – 51,95 (2011)
- Bieg na 800 metrów – 2:03,97 (2011)
- Bieg na 400 metrów przez płotki – 53,74 (2017)